# Беннетт, Арнольд
Инок Арнольд Беннетт (англ. Enoch Arnold Bennett; 27 мая 1867[…], Хэнли, Стаффордшир или Берслем, Стаффордшир — 27 марта 1931[…], Вестминстер, Большой Лондон) — английский писатель, журналист и драматург, литературный критик.

## Биография
Беннет родился в городе на севере Стаффордшира в семье адвоката среднего достатка. В настоящее время этот город стал районом Стока-на-Тренте.
В семье Беннеттов Арнольд был старшим из шести детей. Свою трудовую карьеру он начал с отцом в его адвокатской практике. По достижении 21 года Арнольд Беннетт продолжил работу в Лондоне на должности клерка в адвокатской фирме. Одновременно с работой клерка Арнольд Беннетт занялся журналистикой.
Первую премию он получил в 1893 г. за рассказ «Письмо домой». После этого Беннетт полностью переключился на литературную деятельность. В 1903 году он переехал в Париж, где прожил несколько лет. В 1911 году Беннетт совершает вояж в Америку. В годы Первой мировой войны координировал деятельность британской пропаганды по протекции Лорда Бивербрука. Умер в Лондоне от брюшного тифа.

## Литературная деятельность
Арнольд Беннетт написал цикл романов о промышленном районе «Пять городов» (англ. Five Towns), в котором Беннетт жил до отъезда в Лондон в 1889 году. Героями этих произведений стали представители мелкой буржуазии: промышленники («Клеэхенгер», 1910 г.), спекулянты и финансисты («Гильда Лесвэйс», 1911; «Фигура», 1911), владельцы небольших силикатных предприятий («Леонора», 1903; «Helen with High Hand», 1910; «Анна из пяти городов», 1902; «Цена любви», 1914), сукноторговцы и металлопромышленники («Повесть старых жён», 1908). В своих романах Беннетт в деталях описывает жизнь среднего класса и их семейный уклад, однако не высказывает негативного отношения к консервативным, ограниченным и отсталым персонажам.
Следующий цикл своих романов Беннетт («фантазии») написал «ради удовольствия и прибыли». К ним относятся «The Grand Babylon Hotel» (1902 г.), «Тереза с Уэтлинг Стрит» (1904 г), «Дар городов» (1904 г.), «Гуго» (1906 г.), «Привидение» (1907 г.), «Город наслаждения» (1907 г.), «Авангард» (1927 г.). Перу Беннетта принадлежат также романы «Райсимен-Степс» (1923 г.) и «Лорд Рэйнго» (1926 г.).
Беннетт написал также тридцать пьес. Из них можно отметить пьесу «Купидон и здравый смысл» на основе романа «Анна из пяти городов». К произведениям Беннетта относятся четыре сборника рассказов: «Рассказы о пяти городах» (1905 г.), «Ужасная улыбка пяти городов» (1907 г.), «Матадор пяти городов» (1919 г.) и «Женщина, которая украла всё» (1927 г.).
Беннетт написал и 23 публицистические и литературно-критические книги, в том числе автобиографическую «Правду о писателе».
Большинство остальных — своеобразные справочники для обывателей по вопросам пола, семьи, литературы и жизни вообще, помогающие, как гласит объявление на одной из них, «сделать первый шаг по дороге успеха» («Как сделаться писателем», 1903 г., «Вещи, которые меня интересовали» — три серии — 1906—1926 гг., «Как жить 24 часа в день», 1907 г. и так далее).